# Heckelberg-Brunow
Heckelberg-Brunow là một đô thị ở huyện Märkisch-Oderland, bang Brandenburg, Đức. Đô thị này có diện tích 35,41 km², dân số thời điểm 31 tháng 12 năm 2006 là 852 người.